# Criptorquia

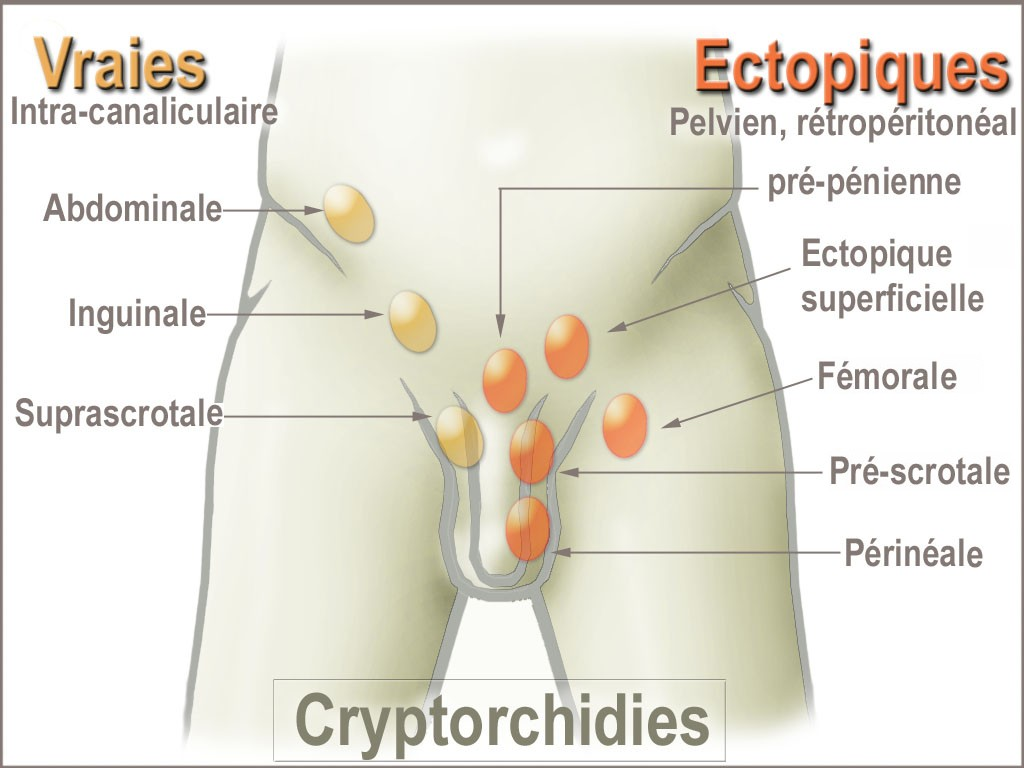
Tipos de criptorquia: Variedades e ectopias. (em francês)

Criptorquia ou criptorquidia (de cripto, esconderijo + orquis testículo) é a condição médica na qual não houve um descenso correto do testículo da cavidade abdominal (onde se desenvolve na vida intrauterina) para o saco escrotal. Pode ser uni ou bilateral. Quando o testículo não está no trajeto normal se considera como ectópico.
A criptorquidia é muito comum em bébés prematuros e afeta 3 a 4% dos partos a termo. Aproximadamente 65% dos testículos descem por volta dos nove meses de gestação. O testículo que não desce até ao primeiro ano de idade deve ser movido cirurgicamente para reduzir a probabilidade de lesão testicular permanente. Essa cirurgia permite melhora fertilidade e permite um exame preciso do testículo, importante para detectar a formação de um tumor precocemente.

## Causas
Quando o testículo é palpável no escroto considera-se que desceu, ainda que possa estar retráctil posteriormente. O testículo retrátil ocupa o escroto, mas ocasionalmente (e temporariamente) retorna ao canal inguinal, por ação da força do reflexo muscular (reflexo cremastérico) que retrai os testículos antes da puberdade. Esta condição não requer nenhum tratamento pois normalmente se corrige de modo espontâneo antes de adolescência, sendo considerada uma variante normal.
O consumo de álcool, cigarro ou outra substância teratogênica durante a gestação são importantes fatores de risco para criptorquidia.

## Sinais e sintomas
Em geral a criptorquidia não apresenta sintomas, exceto quando o testículo abdominal apresentar alguma complicação, como infecção (orquite).
Se um ou ambos os testículos não descerem o homem pode ser estéril mais tarde (caso a condição não seja corrigida).
Os testículos que não descem de forma natural ao escroto são considerados anormais para o resto da vida do paciente e têm 0,2% de risco de desenvolver um seminoma, um tumor maligno, mesmo que o testículo seja colocado cirurgicamente no escroto. O seminoma se forma normalmente entre os 15 e os 40 anos e seu único sintoma inicial é um aumento indolor do testículo.

## Diagnóstico
O diagnóstico é realizado pelo exame clínico de todos bebês de um ano de idade. Testículos retráteis, palpáveis internamente são muito mais comuns do que criptorquia verdadeira. Se o testículo não é detectado no escroto deve-se fazer uma ecografia para buscar onde ele está. Se o testículo está ausente o diagnóstico é de agenesia de testículo ou anorquia, não de criptorquia.

## Tratamento
Geralmente o testículo desce ao escroto no primeiro ano de vida sem ser necessária intervenção. Depois do primeiro ano de vida pode tentar-se a administração de injeções hormonais de Gonadotrofina coriônica humana beta, GnRH ou testosterona. Dez injeções durante 5 semanas tem sucesso entre 5 e 50% dependendo da localização do testículo. Se a terapia hormonal não funciona é possível uma cirurgia corretiva, orquiopexia, como método definitivo e de eleição, para remover o testículo antes que ele sofra transformação maligna.

## Prognóstico
A maioria dos casos resolve espontaneamente sem tratamento antes do primeiro ano de vida. A correção cirúrgica tem geralmente êxito.
Cerca de 5% dos pacientes não apresenta testículo no momento da operação, situação denominada de anorquia (ausência congênita de testículo).